# Список глав Алжира

Штандарт президента Алжира

Список глав Алжира включает лиц, являвшихся главой государства Алжира со времени провозглашения 3 июля 1962 года независимости Государства Алжир, пришедшего на смену французским департаментам в Северной Африке.
В настоящее время главой государства является избираемый прямым голосованием на пятилетний срок (с правом однократного переизбрания) Президент Республики (араб. رئيس الجمهورية‎). В действующей конституции, принятой в 1996 году, посту президента посвящены статьи с 84 по 102, по которым президент является гарантом нормального и непрерывного функционирования государственных органов, национальной независимости и территориальной целостности, следит за сохранением и уважением национального суверенитета как внутри страны, так и за её пределами, является гарантом национального единства.
Использованная в первом столбце таблиц нумерация является условной; также условным является использование в первом столбце цветовой заливки, служащей для упрощения восприятия принадлежности лиц к различным политическим силам без необходимости обращения к столбцу, отражающему партийную принадлежность. Наряду с партийной принадлежностью, в столбце «Партия» также отражён беспартийный статус персоналий. В столбце «Выборы» отражены состоявшиеся выборные процедуры или иные основания получения полномочий. Для удобства список разделён на принятые в историографии периоды истории страны. Приведённые в преамбулах к каждому из разделов описания этих периодов призваны пояснить особенности её политической жизни.

## Государство Алжир (1962)
14 июня 1830 года Королевство Франция высадила свои войска на побережье Алжира, являвшегося с XVI века владением Османской империи, начав завоевание страны. 5 июля силы дея (османского наместника) Хусейна III капитулировали, а сам дей покинул страну. Франция основала колонию в Северной Африке. 1 ноября 1954 года Фронт национального освобождения (ФНО), объединивший подпольные группы Партии алжирского народа, поднял восстание против французского правления, перешедшее в войну за государственную независимость страны. В сентябре 1959 года президент Франции Шарль де Голль признал право на самоопределение Алжира. В 1960 и 1961 годах в стране были подавлены мятежи, направленные против политики де Голля. В марте 1962 года между враждующими сторонами были подписаны Эвианские соглашения, завершившие войну и признавшие за Алжиром право на самопределение. В стране устанавливался переходный период; был создан Временный исполнительный орган под председательством Абдеррахмана Фареса, отвечающий за управление государственными делами.
1 июля 1962 года в стране состоялся всенародный референдум о будущем статусе Алжира. 3 июля по результатам референдума (99 % проголосовавших поддержали независимость) Абдеррахман Фарес провозгласил государственную независимость Алжира от Франции. В тот же день Шарль де Голль признал суверенитет страны, которая официально стала именоваться Государством Алжир (араб. الدولة الجزائرية‎, фр. État Algérien). Несмотря на окончание войны за независимость, в Алжире продолжались столкновения (т. н. «летний кризис»), вызванные расколом ФНО на две фракции, претендовавшие на исполнительную власть в стране: военные (клан Уджды) и гражданские (Временное правительство Алжирской Республики). В итоге беспорядков власть в Алжире взял клан Уджды, организовавший 20 сентября выборы в Национальное учредительное собрание, к которому по результатам референдума перешла законодательная власть. 25 сентября Учредительное собрание провозгласило страну «народной демократической республикой».
|        | Портрет | Имя (годы жизни)                                   | Полномочия  | Полномочия       | Партия                           | Наименование должности | Пр.         |
| Начало | Портрет | Имя (годы жизни)                                   | Окончание   |                  | Партия                           | Наименование должности | Пр.         |
| ------ | ------- | -------------------------------------------------- | ----------- | ---------------- | -------------------------------- | --- | ----------- |
| —      |         | Абдеррахман Фарес (1911—1991) араб. عبدالرحمن فارس‎ | 3 июля 1962 | 25 сентября 1962 | Фронт национального освобождения | Председатель Временного исполнительного органа Государства Алжир араб. رئيس الهيئة التنفيذية المؤقتة الدولة الجزائرية‎ фр. Président de l’Exécutif Provisoire de l’État Algérien | [ 6 ] [ 7 ] |

## Алжирская Народная Демократическая Республика (с 1962)
25 сентября 1962 года Национальное учредительное собрание утвердило новое название страны — Алжирская Народная Демократическая Республика (араб. الجمهورية الجزائرية الديمقراطية الشعبية‎, фр. République Algérienne Démocratique et Populaire). В течение года страну покинули 850 тысяч европейцев, а их земли распределялись между алжирскими феллахами. 8 сентября 1963 года в Алжире прошёл конституционный референдум, 10 сентября по его итогам был утверждён Основной закон страны. Согласно Конституции, главой государства являлся президент, избиравшийся всенародным голосованием сроком на пять лет. В связи с этим на 15 сентября были запланированы выборы. 17 сентября, не дождавшись официального вступления в должность, полномочия президента Алжира стал исполнять Ахмед бен Белла, являвшийся до этого главой правительства. Его попытки установить режим личной власти (в особенности — полный контроль над армией), подавление восстания в Кабилии и тяжёлое экономическое положение привели к государственному перевороту, в результате которого бен Белла был свергнут, а власть в стране перешла к Революционному совету, состоявшему из высших армейских офицеров во главе с Хуари Бумедьеном, приостановившему действие Конституции. В 1966—1974 годах Совет национализировал всю иностранную собственность, реорганизовал государственный сектор экономики, провёл аграрную реформу, посредством референдумов, в июне 1976 года принял Национальную хартию, а в ноябре — Конституцию. В 1978 году Бумедьен, избранный президентом Алжира в 1976 году, скончался.
Со смертью Бумедьена начался новый этап в истории страны, в которой вследствие сокращения доходов от продажи нефти и падения объёмов её добычи, а также погашения внешней государственной задолженности, ухудшилось социально-экономическое положение. В 1979 году президентом Алжира был избран Шадли Бенджедид. В 1989 году после референдума была принята новая Конституция, разрешившая многопартийность, в связи с чем утратила силу Национальная хартия (с внесёнными в неё в 1986 и 1988 годах поправками). К предстоящим парламентским выборам были созданы десятки политических партий. Одна из них, Исламский фронт спасения (ИФС), выступавшая за превращение светского Алжира в исламское государство, победила в 1990 году на выборах в местные органы власти и стала пропагандировать свои взгляды вместе с дискредитацией разложившегося к тому времени Фронта национального освобождения. В декабре 1991 года в первом туре на выборах в Парламент ИФС добилась успеха — окончательная победа партии была очевидна. Однако государственный аппарат, армия, светские партии и большая часть берберского населения выступали против этого. 11 января 1992 года Бенджедид, пытавшийся договориться с ИФС, ушёл в отставку. У власти встал Высший государственный совет (ВГС), отменивший второй тур выборов, а армия взяла под контроль положение в Алжире. В ответ на эти действия ИФС организовала вооружённый террор — в стране началась гражданская война. В 1994 году ВГС объявил о самороспуске, передав власть Ламину Зеруалю. В ноябре 1996 года всенародный референдум утвердил новую Конституцию, установившую в стране президентскую форму правления. В 1999 году президентом Алжира был избран Абдель Азиз Бутефлика, способствовавший умиротворению враждующих сторон войны и прекращению огня.
Курсивом и серым цветом выделены даты начала и окончания полномочий лиц, временно замещавших Абдель Азиза Бутефлику и Абдельмаджида Теббуна, проходивших лечение за границей.
|                                                    | Портрет          | Имя (годы жизни)                                                  | Полномочия       | Полномочия                               | Партия                                   | Выборы                                    | Наименование должности | Пр.           |
| Начало                                             | Портрет          | Имя (годы жизни)                                                  | Окончание        |                                          | Партия                                   | Выборы                                    | Наименование должности | Пр.           |
| -------------------------------------------------- | ---------------- | ----------------------------------------------------------------- | ---------------- | ---------------------------------------- | ---------------------------------------- | ----------------------------------------- | --- | ------------- |
| —                                                  |                  | Ферхат Аббас (1899—1985) араб. فرحات عباس‎                         | 25 сентября 1962 | 27 сентября 1962                         | Фронт национального освобождения         | 1962                                      | Председатель Национального учредительного собрания араб. رئيس المجلس الوطني التأسيسي‎ фр. Président de l'Assemblée Nationale Constituante | [ 9 ] [ 10 ]  |
| —                                                  |                  | Мухаммед Ахмед бен Белла (1916—2012) араб. محمد أحمد بن بلة‎       | 27 сентября 1962 | 17 сентября 1963                         | Фронт национального освобождения         | [ комм. 1 ]                               | Председатель правительства араб. رئيس الحكومة‎ фр. Chef du Gouvernement                                                                   | [ 11 ] [ 12 ] |
| 1                                                  | 17 сентября 1963 | Мухаммед Ахмед бен Белла (1916—2012) араб. محمد أحمد بن بلة‎       | 19 июня 1965     | 1963                                     | Фронт национального освобождения         | Президент Республики араб. رئيس الجمهورية‎ | | [ 11 ] [ 12 ] |
| 2 (I—II)                                           |                  | Хуари Бумедьен (1932—1978) араб. هواري بومدين‎                     | 19 июня 1965     | 12 декабря 1976                          | Фронт национального освобождения         | [ комм. 3 ]                               | Председатель Революционного совета араб. رئيس مجلس الثورة‎                                                                                | [ 13 ] [ 14 ] |
| 2 (I—II)                                           | 12 декабря 1976  | Хуари Бумедьен (1932—1978) араб. هواري بومدين‎                     | 27 декабря 1978  | 1976                                     | Фронт национального освобождения         | Президент Республики араб. رئيس الجمهورية‎ | | [ 13 ] [ 14 ] |
| и. о.                                              |                  | Рабах Битат (1925—2000) араб. رابح بيطاط‎                          | 27 декабря 1978  | 9 февраля 1979                           | Фронт национального освобождения         | [ комм. 5 ]                               | Глава государства араб. رئيس الدولة‎ | [ 15 ]        |
| 3 (I—III)                                          |                  | Шадли Бенджедид (1929—2012) араб. الشاذلي بن جديد‎                 | 9 февраля 1979   | 16 января 1984                           | Фронт национального освобождения         | 1979                                      | Президент Республики араб. رئيس الجمهورية‎                                                                                                | [ 16 ] [ 17 ] |
| 3 (I—III)                                          | 16 января 1984   | Шадли Бенджедид (1929—2012) араб. الشاذلي بن جديد‎                 | 27 декабря 1988  | 1984                                     | Фронт национального освобождения         |                                           | Президент Республики араб. رئيس الجمهورية‎                                                                                                | [ 16 ] [ 17 ] |
| 3 (I—III)                                          | 27 декабря 1988  | Шадли Бенджедид (1929—2012) араб. الشاذلي بن جديد‎                 | 11 января 1992   | 1988                                     | Фронт национального освобождения         |                                           | Президент Республики араб. رئيس الجمهورية‎                                                                                                | [ 16 ] [ 17 ] |
| и. о.                                              |                  | Абдельмалек Бенхабиль (1921—2018) араб. عبد المالك بن حبيلس‎       | 11 января 1992   | 14 января 1992                           | Фронт национального освобождения         | [ комм. 7 ]                               | Председатель Конституционного совета араб. رئيس المجلس الدستوري‎                                                                          | [ 18 ]        |
| 4                                                  |                  | Мухаммед Будиаф (1919—1992) араб. محمد بوضياف‎                     | 14 января 1992   | 29 июня 1992                             | беспартийный                             | [ комм. 9 ]                               | Председатель Высшего государственного совета араб. رئيس المجلس الأعلى للدولة‎                                                             | [ 19 ] [ 20 ] |
| С 29 июня по 2 июля 1992 года — должность вакантна |                  |                                                                   |                  |                                          |                                          |                                           | |               |
| 5                                                  |                  | Али Хусейн Кафи (1928—2013) араб. علي حسين كافي‎                   | 2 июля 1992      | 31 января 1994                           | беспартийный                             | [ комм. 10 ]                              | Председатель Высшего государственного совета араб. رئيس المجلس الأعلى للدولة‎                                                             | [ 21 ] [ 22 ] |
| и. о.                                              |                  | Ламин Зеруаль (1941—) араб. اليمين زروال‎                          | 31 января 1994   | 27 ноября 1995                           | беспартийный                             | [ комм. 11 ]                              | Глава государства араб. رئيس الدولة‎ | [ 23 ] [ 24 ] |
| 6                                                  | 27 ноября 1995   | Ламин Зеруаль (1941—) араб. اليمين زروال‎                          | 27 апреля 1999   | Национальное демократическое объединение | 1995                                     | Президент Республики араб. رئيس الجمهورية‎ | | [ 23 ] [ 24 ] |
| 7 (I—IV)                                           |                  | Абдель Азиз Ахмед Бутефлика (1937—2021) араб. عبد العزيز بوتفليقة‎ | 27 апреля 1999   | Национальное демократическое объединение | 19 апреля 2004                           | Президент Республики араб. رئيس الجمهورية‎ | 1999 | [ 25 ] [ 26 ] |
| 7 (I—IV)                                           | 19 апреля 2004   | Абдель Азиз Ахмед Бутефлика (1937—2021) араб. عبد العزيز بوتفليقة‎ | 19 апреля 2009   | Национальное демократическое объединение | 2004                                     | Президент Республики араб. رئيس الجمهورية‎ | | [ 25 ] [ 26 ] |
| 7 (I—IV)                                           | 19 апреля 2009   | Абдель Азиз Ахмед Бутефлика (1937—2021) араб. عبد العزيز بوتفليقة‎ | 28 апреля 2014   | Национальное демократическое объединение | 2009                                     | Президент Республики араб. رئيس الجمهورية‎ | | [ 25 ] [ 26 ] |
| 7 (I—IV)                                           | 28 апреля 2014   | Абдель Азиз Ахмед Бутефлика (1937—2021) араб. عبد العزيز بوتفليقة‎ | 3 апреля 2019    | Национальное демократическое объединение | 2014                                     | Президент Республики араб. رئيس الجمهورية‎ | | [ 25 ] [ 26 ] |
| и. о.                                              |                  | Ахмед Уяхья (1952—) араб. أحمد أويحيى‎                             | 26 ноября 2005   | Национальное демократическое объединение | 31 декабря 2005                          | [ комм. 13 ]                              | Председатель правительства араб. رئيس الحكومة‎                                                                                            | [ 27 ]        |
| и. о.                                              |                  | Абдельмалек Селлаль (1948—) араб. عبد المالك سلال‎                 | 27 апреля 2013   | 16 июля 2013                             | Фронт национального освобождения         | [ комм. 14 ]                              | Премьер-министр араб. الوزير الأول‎ | [ 27 ]        |
| С 3 по 9 апреля 2019 года — должность вакантна     |                  |                                                                   |                  |                                          |                                          |                                           | |               |
| и. о.                                              |                  | Абдель Кадер Бенсалах (1942—2021) араб. عبد القـادر بن صالح‎       | 9 апреля 2019    | 19 декабря 2019                          | Национальное демократическое объединение | [ комм. 15 ]                              | Глава государства араб. رئيس الدولة‎ | [ 28 ] [ 29 ] |
| 8 (I—II)                                           |                  | Абдельмаджид Теббун (1945—) араб. عبد المجيد تبون‎                 | 19 декабря 2019  | 17 сентября 2024                         | Фронт национального освобождения         | 2019                                      | Президент Республики араб. رئيس الجمهورية‎                                                                                                | [ 30 ] [ 31 ] |
| 8 (I—II)                                           | 17 сентября 2024 | Абдельмаджид Теббун (1945—) араб. عبد المجيد تبون‎                 | действующий      | 2024                                     | Фронт национального освобождения         |                                           | Президент Республики араб. رئيس الجمهورية‎                                                                                                | [ 30 ] [ 31 ] |
| и. о.                                              |                  | Абдельазиз Джарад (1954—) араб. عبد العزيز جراد‎                   | 28 октября 2020  | 29 декабря 2020                          | Фронт национального освобождения         | [ комм. 16 ]                              | Премьер-министр араб. الوزير الأول‎ | [ 32 ]        |
| и. о.                                              | 10 января 2021   | Абдельазиз Джарад (1954—) араб. عبد العزيز جراد‎                   | 12 февраля 2021  |                                          | Фронт национального освобождения         | [ комм. 16 ]                              | Премьер-министр араб. الوزير الأول‎ | [ 32 ]        |